# F.I.L.A. Group
F.I.L.A. — Fabbrica Italiana Lapis ed Affini S.p.A. — глобальная компания-производитель канцелярских и арт-товаров, продукции для детского творчества и хобби. Основана в 1920 году. Основной акционер и CEO F.I.L.A. Group — Массимо Кандела. В Италии F.I.L.A. Group занимает 97-98 % всего рынка канцелярии.

## История
Компания F.I.L.A. была основана в 1920 году во Флоренции потомками двух старинных итальянских семейств — Антинори и Герардеска. Логотип торговой марки — цветок лилии — была выбран неслучайно: лилия также является символом Флоренции. Дизайн логотипа разрабатывал итальянский художник и скульптор Северо Поцати (Severo Pozzati, 1895—1983) известный также под псевдонимом Sepo.
В 1956 году главой корпорации стал Ренато Кандела.
В 1959 году штаб-квартира компании была перенесена из Флоренции в Милан. Тогда же, в сотрудничестве с компанией Lyra, F.I.L.A. начинает производство шариковой ручки Lyretta.
В 1964 году Альберто Кандела сменяет своего отца Ренато и становится генеральным директором компании. Под его руководством разрабатываются и выпускаются новые продукты, такие как Giotto Fibra и Tiziano.
В 1973 году на рынке появляется многоцелевой перманентный маркер-лайнер Tratto-Pen. Новинка получила награду Compasso d’Oro в 1979 году и впоследствии выставлялась в музее современного искусства MoMA в Нью-Йорке.
В 1992 году Массимо Кандела, сын Альберто Кандела, становится генеральным директором компании. Начиная с 1994 года, корпорация F.I.L.A. активно развивает политику приобретения, скупая компании международного канцелярского рынка. Так, компания покупает Adica Pongo — старинную компанию по производству пасты для моделирования, Compania de Lapices y Afines Ltda, Papeleria Mediterranea SL., Giotto be-bè, Dixon Ticonderoga, также присутствующую в Канаде, Китае и Мексике; Lyra, Lapicera Mexicana; Lycin, а также долю индийской компании Writefine Products Private Limited (2011).
В 2015 году между двумя братьями Кандела, Массимо и Симоном, возникли разногласия по поводу управления компанией, 52,2 % которой принадлежали холдингу Pencil. Это побудило Симона последствии вложить часть капитала в фонд London Blue Sky.
В мае 2018 года расширение компании продолжилось: F.I.L.A. Group купила за 340 млн долларов наличными (325 млн долларов США — стоимость самого предприятия и 15 миллионов — налог) компанию American Pacon Holding. Данная компания, основанная в 1951 году в городе Эпплтон, Висконсин, США, специализируется на бумаге и товарах для школы. У фирмы 10 собственных фабрик (8 в США, по одной в Великобритании и Канаде) и около 2000 сотрудников в штате.

## Заводы F.I.L.A. Group
В настоящий момент F.I.L.A. имеет 21 собственный завод и 40 представительств по всему миру. Головной офис корпорации находится в Милане, в компании работает около 7000 сотрудников.

## F.I.L.A. на международном рынке
Общий годовой оборот группы компаний в 2016 году составил 1 млрд евро. В 2017 году показатель роста составил 23 %.
Корпорация также известна тем, что приобретает другие художественные бренды. Сейчас в портфеле компании более 20 брендов: Giotto, Giotto Be-Be, Dido, Patplume, Pongo, Das, Lyra, Maimeri, Тratto, Canson, Daler-Rowney и т. д. Только в 2016 году F.I.L.A. осуществила 3 крупных слияния: приобрела бренды Daler-Rowney Lukas Group (Великобритания), St. Cuthberts Mill (Великобритания) и Canson Group (Франция). В мае 2018 года F.I.L.A. объявила о заключении соглашения, предусматривающего приобретение 100 % акций холдинговой компании Pacon — дочерней компании Dixon Ticonderoga Company.
F.I.L.A. — один из двух производителей в мире (и единственный в Европе) с полным циклом производства на собственной фабрике от ствола дерева до готового карандаша. У компании есть собственные сертифицированные леса.

## Продукция F.I.L.A. Group
В настоящий момент F.I.L.A. закрывает все сегменты глобального рынка и представляет ассортимент продукции в следующих категориях:
- товары для творчества;
- школьная канцелярия;
- товары для раннего развития;
- арт-материалы;
- товары для художников;
- реставрационные материалы;
- линейка хобби и декорирования;
- аквагрим;
- бумажно-беловая продукция.

## Факты о F.I.L.A. Group
1. В ноябре 2015 F.I.L.A. Group вышла на IPO — её акции в настоящее время торгуются выше номинала в сегменте STAR (сегмент высоколиквидных акций) листинга Итальянской фондовой биржи[2].
2. У F.I.L.A. нет собственных розничных и интернет-магазинов, все продажи осуществляются через дистрибьюторов.

## Бренды F.I.L.A. Group
- Blanca Nieves
- Canson
- Daler-Rowney
- Das
- Didò
- Dixon
- DOMS
- Giotto
- Giotto be-bè
- Lyra
- Maimeri
- Mapita
- Mercurio
- Metrico
- Pax
- Pongo
- Pacon
- Prang
- Ticonderoga
- Tratto
- Uti Guti
- Vinci
- Vividel